# Kaffernőszirom
A kaffernőszirom (Dietes) az egyszikűek (Liliopsida) osztályának spárgavirágúak (Asparagales) rendjébe, ezen belül a nősziromfélék (Iridaceae) családjába tartozó nemzetség.

## Előfordulásuk
A kaffernőszirom-fajok eredeti előfordulási területe Afrika. Ezen a kontinensen Angolától kezdve északkeletre Kenyáig és Etiópiáig, míg délkeletre Mozambikig és a Dél-afrikai Köztársaság nagy részéig találhatók meg. Mexikóba, a világ több szigetére és Nyugat-Ausztráliába betelepítették ezt a növénynemzetséget.

## Életmódjuk
Nősziromszerű, gyöktörzses, örökzöld évelők. Dekoratív tavaszi és nyári virágaiért sokfelé ültetik. Az egyes virágok pár nap alatt elnyílnak, de egész nyáron folyamatosan virágzanak. Részben télállók.

## Rendszerezés
A nemzetségbe az alábbi 6 faj tartozik:
- kétlaki kaffernőszirom (Dietes bicolor) (Steud.) Sweet ex Klatt
- Dietes butcheriana Gerstner
- Dietes flavida Oberm.
- nagyvirágú kaffernőszirom (Dietes grandiflora) N.E.Br.
- Dietes iridioides (L.) Sweet ex Klatt - típusfaj
- Dietes robinsoniana (F.Muell.) Klatt

## Képek

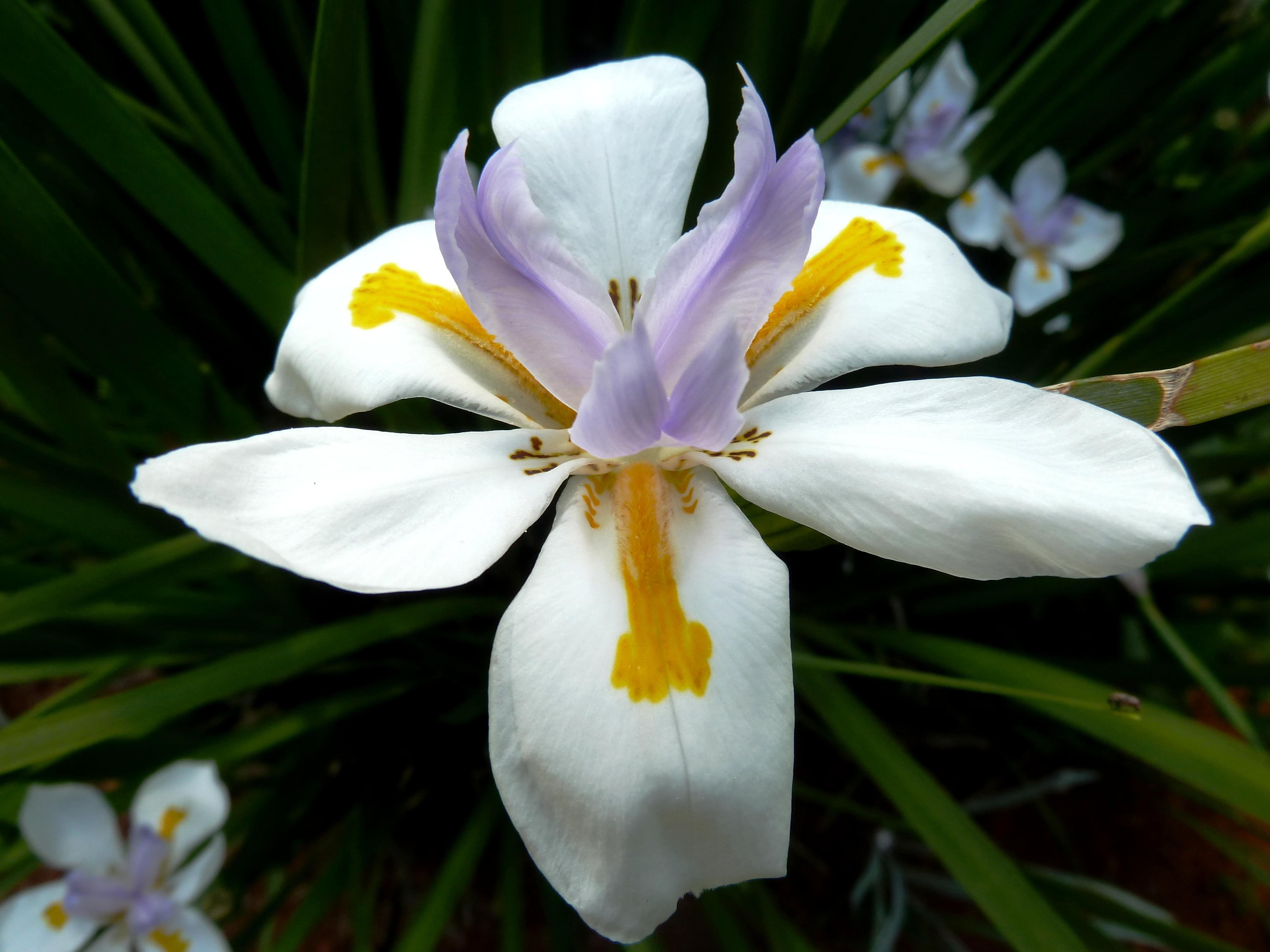
Dietes grandiflora
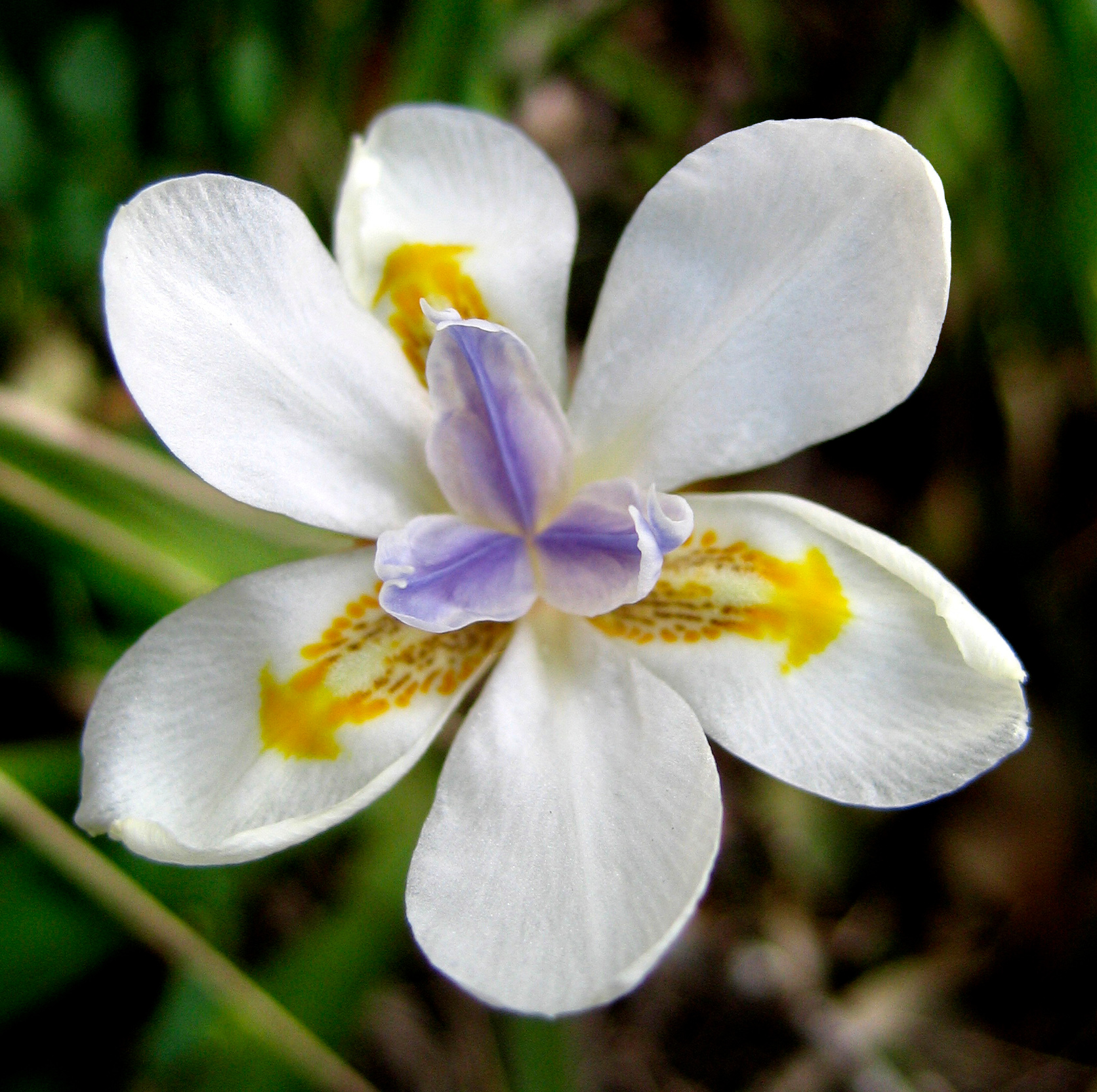
Dietes iridioides
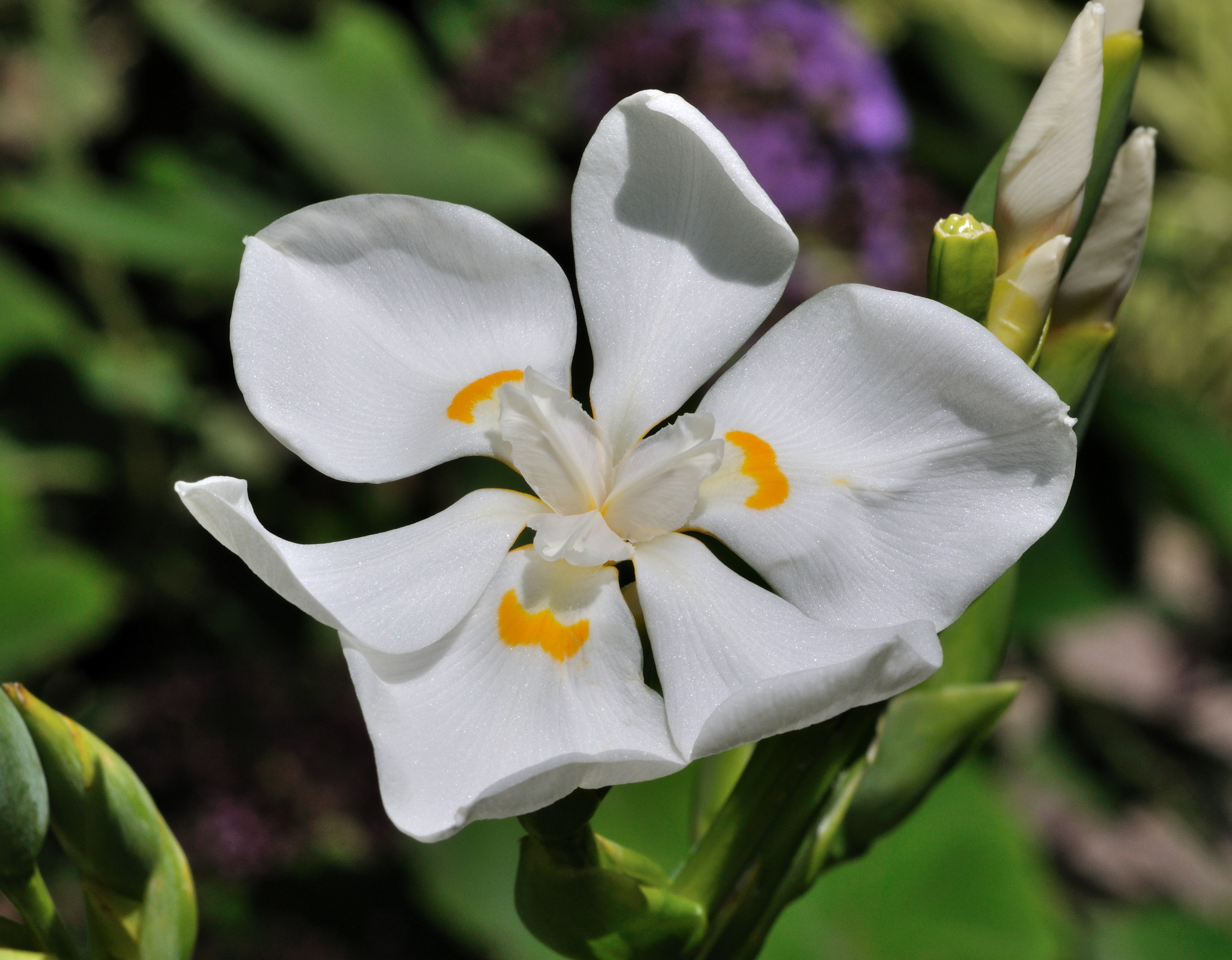
Dietes robinsoniana